# Victor Fayod
Victor Fayod (23 de novembre de 1860 – 28 d'abril de 1900) va ser un micòleg suís creador d'una nova i influent classificació dels fongs agàrics i que va descriure un gran nombre de noves espècies i de nous gèneres.

## Biografia
Fayod nasqué a Salaz, petita localitat propera a Bex en el cantó suís de Vaud. Era net del famós geòleg Johann von Charpentier. Estudià a Bex i Lausanne, estudià matemàtiques i silvicultura al Politècnic de Zürich. Va estar interessat en la botànica i la micologia de manera autodidacta.
Fayod primer treballà amb Heinrich Anton de Bary (1831–1888) a Estrasburg des de 1881 fins a 1882, tingué llocs de treball relacionats amb la biologia a Bad Cannstadt, Normandia, Nervi, el "Valli Valdesi" (en els Alps Cottians i a Gènova. També ajudà al bacteriòleg André Chantemesse (1851–1919) a Paris. A partir de 1890 es dedicà a l'odontologia a París. Tornà a Suïssa per problemes de salut i morí el 1900.

## Assoliments científics
Fayod dominava els idiomes alemany, francès i italià i en aquestes llengües va fer diverses publicacions.
Va reconèixer la influència del darwinisme en la botànica i va preparar una nova classificació dels fongs agaricals, basant-se per primera vegada en característiques microscòpiques com els basidis, cistidis i les espores. Va presentar aquesta classificació dins la seva obra, "Prodrome d'une histoire naturelle des agaricinées" on proposà noves designacions genèriques encara usades actualment: Agrocybe, Cystoderma, Delicatula, Omphalotus, Pholiotina, i Schinzinia.
L'obra de Fayod se centrà principalment en els Hymenomycetes. Va fer la descripció de la bal·litospora (descàrrega d'espores) en els Basidiomycetes que implica la formació d'una gota líquida. Va fer il·lustracions de biologia conservades a ls Jardins Botànics de Ginebra.
El gènere Fayodia el recorda, com també les espècies Pluteus fayodii (la qual és sinònim de Pluteus leoninus).